# Gare de Chūshojima
La gare de Chūshojima (中書島駅, Chūshojima-eki) est une gare ferroviaire de la ville de Kyoto au Japon. La gare est gérée par la compagnie Keihan.

## Situation ferroviaire
La gare de Chūshojima est située au point kilométrique (PK) 39,7 de la ligne principale Keihan. Elle marque le début de la ligne Keihan Uji.

## Histoire
La gare est inaugurée le 15 avril 1910.

## Service des voyageurs

### Accès et accueil
La gare dispose d'un bâtiment voyageurs, avec guichets, ouvert tous les jours.

### Desserte
- Ligne principale Keihan :
  - voie 1 : direction Sanjō (interconnexion avec la ligne Keihan Ōtō pour Demachiyanagi)
  - voie 2 : direction Hirakatashi, Kyōbashi, Yodoyabashi et Nakanoshima

- Ligne Keihan Uji :
  - voies 3 et 4 : direction Uji